# NGC 4602
NGC 4602 é uma galáxia espiral barrada (SBbc) localizada na direcção da constelação de Virgo. Possui uma declinação de -05° 07' 57" e uma ascensão recta de 12 horas, 40 minutos e 36,8 segundos.
A galáxia NGC 4602 foi descoberta em 17 de Abril de 1784 por William Herschel.